# Ivan Desny
Iván Nikoláievich Desnitski (Beijing, 28 de diciembre de 1922 - 13 de abril de 2002), conocido como Ivan Desny, fue un actor franco-alemán de origen sueco-ruso nacido en China que trabajó durante la mayor parte de su vida en Alemania.

## Biografía
Actuó en más de 150 películas, la mayoría de ellas alemanas. Apareció en la película Madeleine realizada por el inglés David Lean.

## Filmografía
- André and Ursula (1955)
- Frou-Frou (1955)
- Mädchen ohne Grenzen (1955)
- Ballerina (1956)
- Anastasia (1956)
- I Killed Rasputin (1967)
- Mayerling (1968)
- Laberinto (1972)
- El mundo en el alambre (1973) [1]
- Cuidado con las rubias (1980)
- Lola (1981)[2]